# Lithocarpus cyrtocarpus
Lithocarpus cyrtocarpus là một loài thực vật có hoa trong họ Cử. Loài này được (Drake) A.Camus mô tả khoa học đầu tiên năm 1931.